# Estación de Cité
Cité es una estación de la línea 4 del metro de París situada en el IV Distrito, en la céntrica isla de la Cité. Es habitualmente usada por los turistas dada su cercanía con lugares tan visitados como la Catedral de Notre Dame o la Sainte Chapelle.

## Historia
La línea 4 llegó a la Cité el 10 de diciembre de 1910 tras una modificación inicial del trazado tras el rechazo categórico de los académicos del Instituto de Francia a que la línea pasara debajo de la institución. 

## Descripción
La estación, se compone de dos andenes curvados y estrechos de 110 metros longitud y de dos vías. En este punto la línea 4, la primera línea de metro en pasar bajo el río Sena, se sitúa a más de 20 metros de profundidad, bajo tres líneas de metro. Eso explica que para acceder a la estación sea necesario bajar unas largas escaleras metálicas que dan a una pasarela que sobrevuela las vías y permite dirigirse a uno u otro andén. La bajada permite disfrutar de la estilizada bóveda de la estación de un tamaño muy superior al túnel por el que luego se pierden los trenes. Esto se debe a que la estación no fue construida como prolongación del túnel sino que fue hundida desde la superficie.
Aunque de diseño clásico, está revestida completamente de azulejos blancos planos, el recinto ofrece algunas particularidades únicas: la iluminación corre a cargo de elegantes farolas compuestas de tres lámparas totalmente circulares que proyectan una luz verde. En cada farola, una señalización en relieve de color gris, con el fondo azul y letras blancas, que sigue la tipografía Motte, indica el nombre de la estación.
Por último, los asientos siguen el estilo Ouï-dire usando un modelo de asiento que dado su altura permite tanto sentirse como simplemente apoyarse.

## Accesos
La estación dispone de un único acceso situado en el nº 2 de la plaza Louis-Lépine.